# Anyela Galante
Anyela Galante Salerno (sinh ngày 22 tháng 2 năm 1991 tại Guanare, Venezuela) là một người mẫu Venezuela và chủ nhân cuộc thi sắc đẹp đã đăng quang Hoa hậu Thế giới Venezuela 2015. Cô đại diện cho đất nước của mình tại Hoa hậu Thế giới 2015.

## Hoa hậu Thế giới Venezuela 2015
Anyela đã tham gia phiên bản thứ ba của cuộc thi Hoa hậu Thế giới Venezuela diễn ra vào ngày 4 tháng 7 năm 2015, tại Caracas, Venezuela, nơi cô thi đấu với 11 ứng cử viên khác; vào cuối đêm, cô được trao vương miện Hoa hậu Thế giới Venezuela 2015 bởi người tiền nhiệm Debora Menicucci.